# Gran sello del estado de California
El gran sello del estado de California es el sello oficial de dicho estado.
Fue adoptado en el transcurso de la Convención Constitucional de California de 1849 y modificado en 1937. El sello representa a Atenea (Minerva en la mitología romana), diosa griega y romana de la sabiduría, un oso pardo (animal oficial del estado) y varios racimos de uvas representando la producción de vino del estado. Igualmente encontramos un haz de cereales, representando a la agricultura, y un minero, que representa la Fiebre del oro de California; los barcos representan el poder económico del Estado. Igualmente, se puede identificar tras todo esto la bahía de San Francisco o el río Sacramento. Sobre todo ello, la palabra Eureka, lema del estado, que en griego quiere decir Lo he hallado.
En 1862, la Legislatura del Estado de California creó la California State Normal School (ahora la Universidad estatal de San José) y dio su gran sello en la escuela.

## Descripción original en 1849
El diseño original del sello fue realizado por el mayor Robert S. Garnett y grabado por Albert Kuner. Sin embargo, Garnett no estaba dispuesto a introducir el diseño en la convención constitucional. Garnett después se convirtió en el primer general en ser asesinado en la Guerra Civil, donde ejerció como general confederado.

"En todo el bisel del anillo están representadas 31 estrellas, 31 es el número de Estados que componían la Unión (Guerra Civil) después de la admisión de California. La principal figura es la de la diosa Atenea (Minerva romana) que ha surgido desde el cerebro de Zeus (Júpiter romano), ya adulta. Esto se presenta como una especie de nacimiento político del Estado de California sin tener que pasar por el calvario de ser un territorio. A sus pies se representa un oso pardo alimentándose de una viña. Un minero con un cuenco a su costado, lo que ilustra la riqueza del oro de Sacramento en el que las aguas se ven como el envío típico de la grandeza comercial y las cumbres nevadas de Sierra Nevada constituyen el fondo, mientras que por encima de la consigna se aprecia el lema griego "Eureka" (en español:Lo he hallado) que se refiere a la admisión en el Estado o el éxito de la empresa minera en el trabajo. "

## Sellos del Gobierno de California

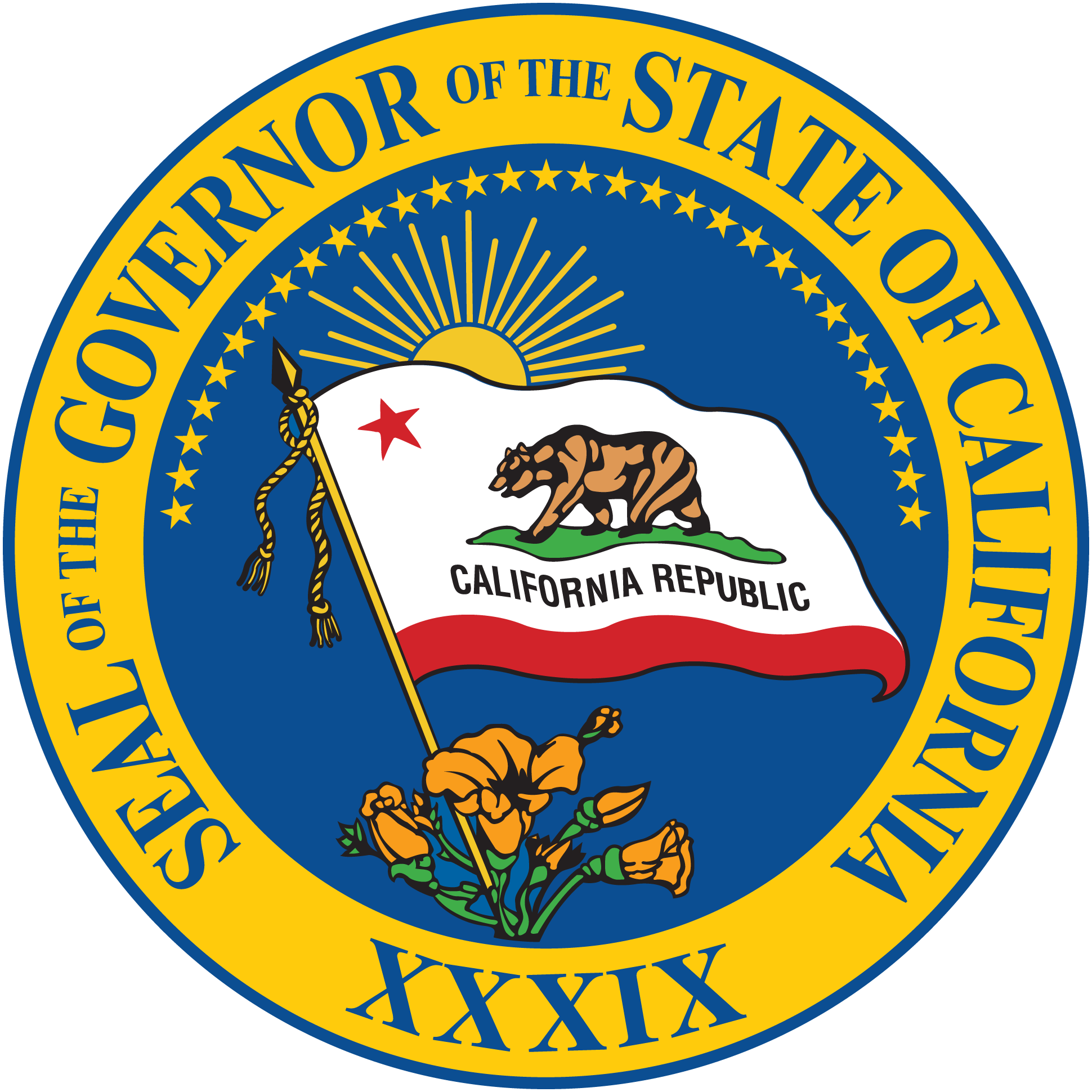
Sello de armas del Gobernador de California
Sello de armas de la Asamblea Estatal de California
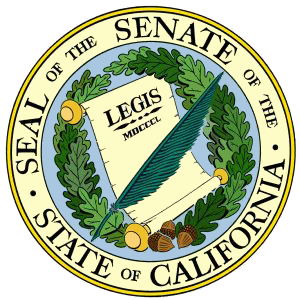
Sello de armas del Senado Estatal de California
Sello de armas del Contralor Estatal de California
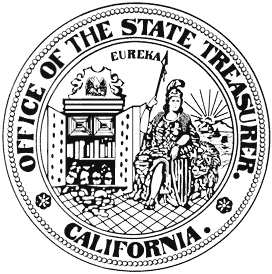
Sello de armas del Tesorero Estatal de California
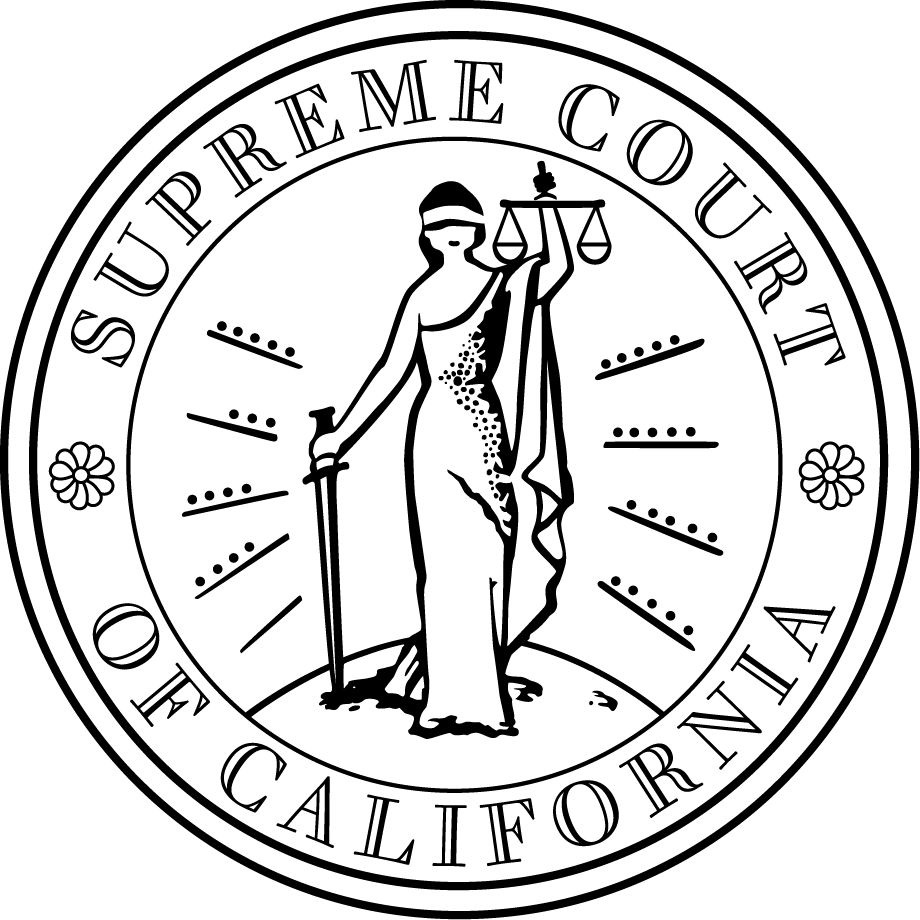
Sello de armas de la Corte Suprema de California
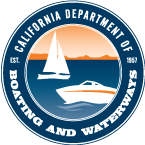
Sello de armas del Departamento de Navegación y Vías Acuáticas de California
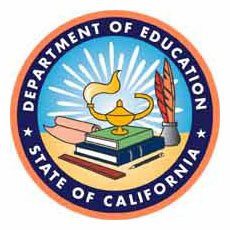
Sello de armas del Departamento de Educación de California
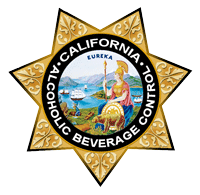
Sello de armas de la Junta de Control de Bebidas Alcohólicas de California
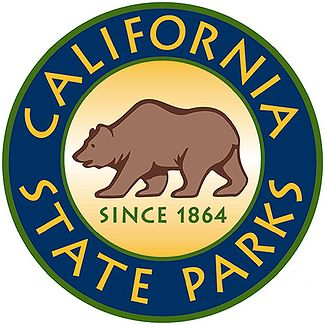
Sello de armas del Departamento de Parques y Recreación de California